# متیو مک‌کانهی
متیو دیوید مک‌کانِهِی (انگلیسی: Matthew David McConaughey؛ زادهٔ ۴ نوامبر ۱۹۶۹) بازیگر آمریکایی است. نام او نخستین بار با فیلم مات و مبهوت (۱۹۹۳) مطرح شد. او سپس در فیلم‌های دیگری چون زمانی برای کشتن (۱۹۹۶) به ایفای نقش پرداخت و کارش با فیلم عملی تخیلی تماس (۱۹۹۷)، درام تاریخی آمیستاد (۱۹۹۷) و فیلم جنگی یو-۵۷۱ (۲۰۰۰) پیشرفت کرد.
از آغاز دهه ۲۰۰۰ به بعد، وی به بازی در فیلم‌های رمانتیک و کمدی روی آورد که از جمله این فیلم‌های می‌توان به مواردی چون طراح مراسم ازدواج (۲۰۰۱)، چگونه مردی را در ۱۰ روز از دست بدهیم (۲۰۰۳)، شکست در اجرا (۲۰۰۶)، طلای احمق‌ها (۲۰۰۸)، ارواح دوست دخترهای سابق (۲۰۰۹) اشاره نمود. از سال ۲۰۱۰ به بعد متیو از فیلم‌های رمانتیکی فاصله گرفته و در فیلم‌های دیگری مانند وکیل لینکلن (۲۰۱۱)، برنی (۲۰۱۱)، جوی قاتل (۲۰۱۱)، ماد (۲۰۱۲)، مجیک مایک (۲۰۱۲) و گرگ وال استریت (۲۰۱۳) و میان‌ستاره‌ای (۲۰۱۴) ظاهر شد. وی به خاطر بازی در این فیلم‌ها مورد تحسین منتقدین قرار گرفت.
موفقیت وی در سال ۲۰۱۳ با بازی در فیلم باشگاه خریداران دالاس به اوج رسید. در این فیلم وی نقش یک گاوچرانی را بازی می‌کند که به بیماری ایدز آلوده شده. وی بخاطر بازی در این فیلم موفق به کسب جوایزی متعددی از جمله جایزه اسکار بهترین بازیگر نقش اول مرد و جایزه گلدن گلوب بهترین بازیگر مرد فیلم درام شد. در سال ۲۰۱۴ وی با بازی در سریال کارآگاه حقیقی محصول شبکهٔ اچ‌بی‌او، جایزه منتخب منتقدین تلویزیون برای بهترین بازیگر مرد در سریال درام تلویزیون را برد و همچنین نامزد دریافت جایزه امی ساعات پربیننده برای بهترین بازیگر نقش اول مرد در مجموعه تلویزیونی درام شد.

## زندگی شخصی

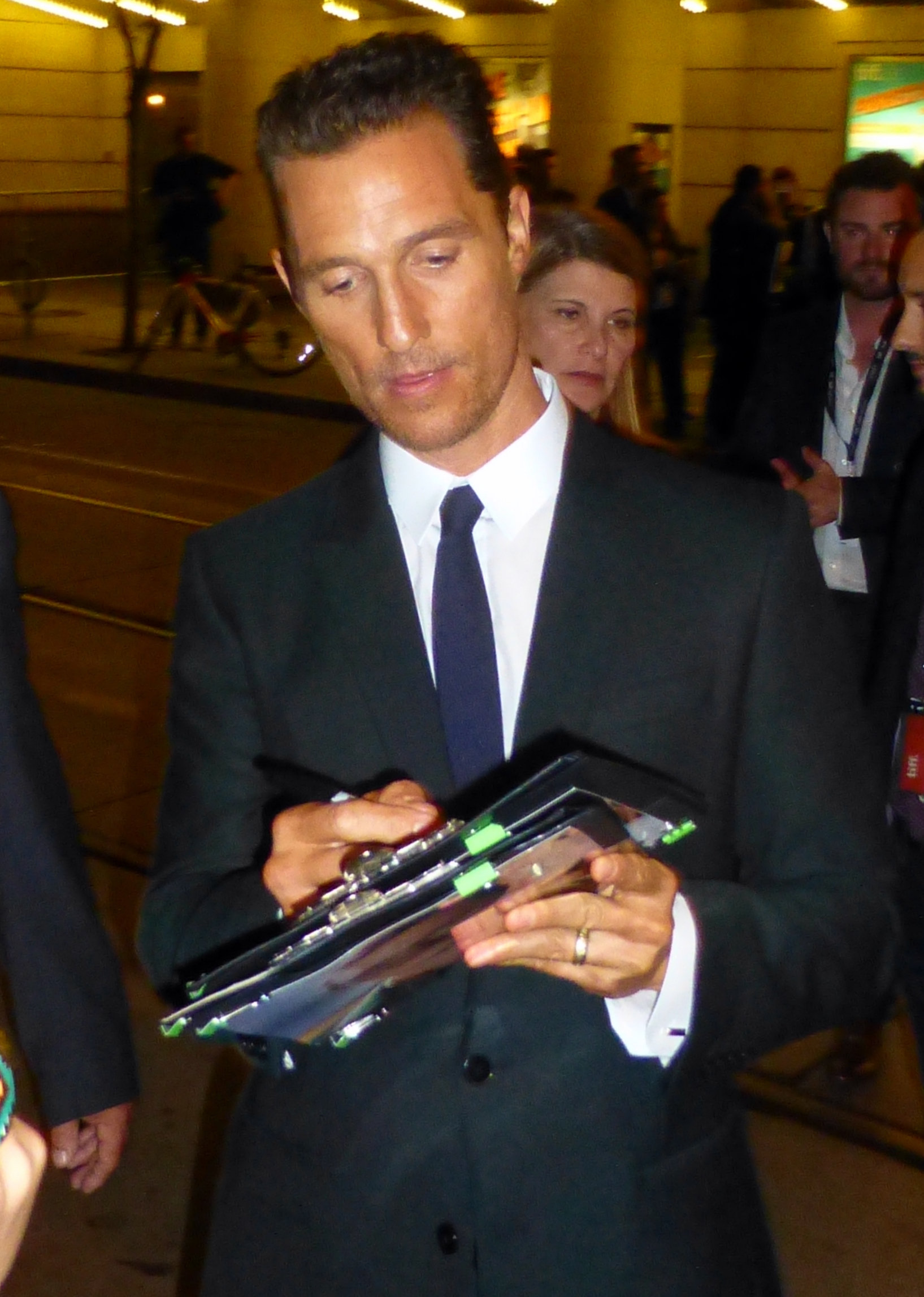
متیو در سال ۲۰۱۳

متیو مک‌کانهی کوچک‌ترین فرزند در بین دو برادر دیگرش است که در یووالد، تگزاس زاده شد. مادرش مری، مدرس مهدکودک و نویسنده بوده که اصالتاً اهل نیوجرزی است. پدرش نیز جیمز نام داشت که مالک یک پمپ‌بنزین بود. پدر و مادر چندی بعد از هم طلاق گرفته و هر کدام چندین بار دیگر ازدواج‌های دیگری داشته‌اند. متیو مک‌کانهی از تبار اسکاتلندی-انگلیسی-ایرلندی-سوئدی-آلمانی است. اجداد وی اهل کشور اسکاتلند بودند.
وی دوران نوجوانی خود را در لانگویو گذرانده جایی که به دبیرستان می‌رفت. در دبیرستان وی را به عنوان یکی از خوش‌چهره‌ترین دانش‌آموزان انتخاب کرده بودند. همچنین در پوشش برنامه‌ای برای تغییر محل دانش‌آموزان، وی در سال ۱۹۸۸ به مدت یک‌سال در کشور استرالیا ساکن بوده.
متیو دانش‌آموخته دانشکده ارتباطات دانشگاه تگزاس در آستین است که در بهار ۱۹۹۳ با مدرک کارشناسی رادیو-تلویزیون-سینما از آنجا فارغ‌التحصیل شده است.
متیو مک‌کانهی در سال ۲۰۰۶ با مانکن برزیلی، کامیلا آلوز آشنا می‌شود. این دو در ۲۵ دسامبر ۲۰۱۱ رسماً نامزدی خود را اعلام کرده و در ۹ ژوئن ۲۰۱۲ ازدواج می‌کنند. مراسم ازدواج آنها در شهر آستین، جایی که سکونت داشتند برگزار شد. این زوج صاحب سه فرزند به نام‌های لوی (پسر - متولد ۲۰۰۸)، ویدا (دختر - متولد ۲۰۱۰) و لیوینگستون (پسر - متولد ۲۰۱۲) هستند.
متیو مؤسس یک بنیاد خیریه است. این بنیاد خیریه صرف امور مربوط به کودکان و نوجوانان می‌شود تا آینده‌ای بهتر را برای آنها رقم بزند. وی همچنین تاکنون جان چندین حیوان را از بلایای مختلف طبیعی و غیرطبیعی نجات داده. در یک مورد تعدادی جوان در حال پاشیدن اسپری مو به روی گربه‌ای بودند تا آتشش بزنند ولی متیو گربه را نجات داد.

## فعالیت حرفه‌ای

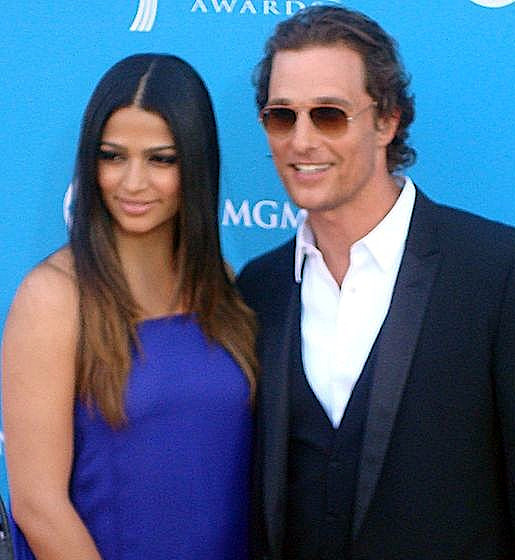
متیو مک‌کانهی و همسرش کامیلا آلوز

### ۱۹۹۱–۲۰۰۰
بازیگری متیو از سال ۱۹۹۱ شروع شد. از اولین کارهای نمایشی وی، ظاهر شدن در تبلیغات تلویزیونی بود که یکی از این تبلیغات‌ها برای یکی از روزنامه‌های شهر آستین بود که در آنجا وی اولین دیالوگ‌های خود را بیان می‌کند. وی سپس نقشی در فیلم مات و مبهوت به کارگردانی ریچارد لینکلیتر بازی کرد که از اولین کارهای موفق وی است. بعد از ایفای چند نقش کوچک در فیلم‌هایی چون فرشتگان، قتل زنجیره‌ای تگزاس، پسرها کنار و همچنین سریال معماهای حل نشده، وی یکی از مهم‌ترین نقش‌های خود را در فیلم زمانی برای کشتن بازی کرد. در این فیلم وی با بازیگرانی چون ساندرا بولاک و ساموئل ال. جکسون هم‌بازی بود. از اواخر دهه ۱۹۹۰ بود که کم‌کم شروع به بازی در نقش‌های اصلی فیلم‌ها کرد. فیلم‌هایی چون تماس، آمیستاد، پسران نیوتن، ادتیوی و یو-۵۷۱ از جمله این فیلم‌ها هستند.

### ۲۰۰۱–۲۰۱۱
با ورود به دهه ۲۰۰۰ متیو بیشتر در فیلم‌هایی در ژانر کمدی-عاشقانه ظاهر شد. فیلم‌هایی چون طراح مراسم ازدواج و چگونه مردی را در ۱۰ روز از دست بدهیم از فیلم‌های عاشقانه‌ای هستند که توانستند موفقیت خوبی در باکس‌آفیس پیدا کنند. از فیلم‌های دیگرش می‌توان به تیپ‌توز (نوک پا) اشاره کرد که فیلمی با بودجه پایین بود و در ان نقش یک آتش‌نشان را داشت. فیلم دیگرش دونفر برای پول بود که در ان با آل پاچینو هم‌بازی بود.
در سال ۲۰۰۵ فیلم صحرا با بازی متیو به سینما عرضه شد. در همین سال بود که مجله پیپل متیو را به عنوان یکی از جذاب‌ترین مرد زنده معرفی نمود. در سال ۲۰۰۶ وی به همراه سارا جسیکا پارکر در فیلم شکست در اجرا و به عنوان یک مربی در فیلم ما مارشال هستیم نقش‌آفرینی کرد. وی همچنین در صداگذاری مجموعهٔ تبلیغاتی‌ای برای کمپین سپاه صلح شرکت نمود. همچنین برای فیلم رعد استوایی و بعد از ماجرای اقدام برای خودکشی اوون ویلسون، وی را جایگزین او کردند.
در ژوئن ۲۰۱۰ فاش شد که متیو در حال کار روی نمایش نامه‌ای کمدی برای شبکه اف‌ایکس است.

### ۲۰۱۲–اکنون
بعد از مدتی استراحت و دوری از بازیگری، وی تصمیم به ترک بازی در فیلم‌های ژانر کمدی-عاشقانه گرفت. در سال ۲۰۱۲ بود که به همراه چنینگ تیتوم در فیلم مایک جادویی ظاهر شد. این فیلم به کارگردانی استیون سودربرگ بود. سپس با توجه به اینکه وی از اهالی ایالت تگزاس است، نقشی با این حال و هوا را در فیلم برنی ایفا کرد. از دیگر بازیگران فیلم برنی می‌توان به جک بلک اشاره نمود.
در سال ۲۰۱۳ فیلم باشگاه خریداران دالاس با بازی وی عرضه شد. این فیلم شاید یکی از موفق‌ترین فیلم‌های متیو مک‌کانهی باشد که تا به این روز بازی کرده بود و بسیار مورد تحسین منتقدین قرار گرفت. وی بخاطر این نقش‌آفرینی جوایزی چون جایزه اسکار بهترین بازیگر نقش اول مرد و جایزه گلدن گلوب بهترین بازیگر مرد فیلم درام را ازآن خود کرد. متیو برای بازی در این فیلم مجبور شد ۴۶ پوند از وزن خود را کم کند.
از آخرین آثار متیو سریال کارآگاه حقیقی محصول شبکه اچ‌بی‌او است که در آن هم‌گام با وودی هرلسون نقش‌آفرینی کرد. او برای بازی در این سریال نامزد دریافت جایزه امی بهترین بازیگر نقش اول مجموعه درام شد، ولی جایزه را به برایان کرانستون واگذار کرد. در سال ۲۰۱۴، وی در فیلم بین ستاره‌ای به کارگردانی کریستوفر نولان ایفای نقش کرد.

## فیلم‌شناسی

### فیلم
| سال  | عنوان                                | نقش                 | توضیحات                                  |
| ---- | ------------------------------------ | ------------------- | ---------------------------------------- |
| ۱۹۹۲ | ارابه‌های چیکانو                      | —                   | فیلم کوتاه - کارگردان                    |
| ۱۹۹۳ | بازگشت دوست‌پسرم                      | پسر شماره ۲         |                                          |
| ۱۹۹۳ | مات و مبهوت                          | دیوید وودرسون       |                                          |
| ۱۹۹۴ | فرشتگان در زمین بیس‌بال               | بن ویلیامز          |                                          |
| ۱۹۹۴ | کشتار با اره‌برقی در تگزاس: نسل بعدی  | ویلمر اسلاتر        |                                          |
| ۱۹۹۵ | بدون پسران زندگی معنا ندارد          | افسر آبه لینکلن     |                                          |
| ۱۹۹۵ | تردید در درخشش                       | مرد کامیون اجاره ای |                                          |
| ۱۹۹۶ | ستاره تنها                           | بادی دیدز           |                                          |
| ۱۹۹۶ | زمانی برای کشتن                      | جیک بریگانس         |                                          |
| ۱۹۹۶ | بزرگ‌تر از زندگی                      | تیپ تاکر            |                                          |
| ۱۹۹۶ | بهار عقرب                            | ال روجو             |                                          |
| ۱۹۹۷ | تماس                                 | پالمر جاس           |                                          |
| ۱۹۹۷ | آمیستاد                              | راجر شرمن بالدوین   |                                          |
| ۱۹۹۸ | پسران نیوتون                         | ویلیس نیوتون        |                                          |
| ۱۹۹۸ | ساندویچ درست کن                      | بود هوگی            | فیلم کوتاه همچنین تهیه‌کننده              |
| ۱۹۹۸ | شورشی                                | —                   | فیلم کوتاه کارگردان، تهیه‌کننده و نویسنده |
| ۱۹۹۹ | اد تی‌وی                              | اد پکورنی           |                                          |
| ۲۰۰۰ | یو-۵۷۱                               | ستوان اندرو تایلر   |                                          |
| ۲۰۰۱ | برنامه‌ریز عروسی                      | استیو ادیسون        |                                          |
| ۲۰۰۲ | سرزمین مجازات                        | فنتون/آدام میکس     |                                          |
| ۲۰۰۲ | سیزده گفتگو در مورد یک چیز           | تروی                |                                          |
| ۲۰۰۲ | سلطنت آتش                            | دنتون ون زن         |                                          |
| ۲۰۰۳ | چگونه مردی را در ۱۰ روز از دست بدهیم | بنجامین بری         |                                          |
| ۲۰۰۳ | کوتاهی پا مشکلی نیست                 | استیون              |                                          |
| ۲۰۰۵ | صحرا                                 | دیرک پیت            | همچنین تهیه‌کننده اجرایی                  |
| ۲۰۰۵ | ویرانی باشکوه: قدم روی ماه سه بعدی   | ال بین (صدا)        | مستند فقط IMAX                           |
| ۲۰۰۵ | دو نفر برای پول                      | براندون لانگ        |                                          |
| ۲۰۰۶ | شکست در اجرا                         | تریپ                |                                          |
| ۲۰۰۶ | ما مارشال هستیم                      | جک لنگیل            |                                          |
| ۲۰۰۸ | پیریت                                | بن "فین" فینیگان    |                                          |
| ۲۰۰۸ | تندر استوایی                         | ریک پک              |                                          |
| ۲۰۰۸ | پیمایشگر، شخص                        | استیو ادینگتون      | همچنین تهیه‌کننده                         |
| ۲۰۰۹ | ارواح دوست دخترهای سابق              | کانر مید            |                                          |
| ۲۰۱۱ | وکیل لینکلن                          | میکی هالر           |                                          |
| ۲۰۱۱ | برنی                                 | دنی باک دیویدسون    |                                          |
| ۲۰۱۱ | جوی قاتل                             | قاتل/جو کوپر        |                                          |
| ۲۰۱۲ | ماد                                  | ماد                 |                                          |
| ۲۰۱۲ | مجیک مایک (مایک جادویی)              | دالاس               |                                          |
| ۲۰۱۲ | پسر روزنامه‌فروش                      | وارد جنسن           |                                          |
| ۲۰۱۳ | باشگاه خریداران دالاس                | رون وودروف          |                                          |
| ۲۰۱۳ | گرگ وال‌استریت                        | مارک هانا           |                                          |
| ۲۰۱۴ | میان‌ستاره‌ای                          | کوپر                |                                          |
| ۲۰۱۵ | دریای درختان                         | آرتور برنان         |                                          |
| ۲۰۱۶ | دولت آزاد جونز                       | شوالیه نیوتن        |                                          |
| ۲۰۱۶ | کوبو و دو تار                        | حشره                | صدا                                      |
| ۲۰۱۶ | آواز (انیمیشن)                       | باستر مون           | صدا                                      |
| ۲۰۱۶ | طلا                                  | کنی ولز             |                                          |
| ۲۰۱۷ | برج تاریک                            | والتر پدیک          |                                          |
| ۲۰۱۸ | ریک پسر سفیدپوست                     | ریچارد ورشه پدر     |                                          |
| ۲۰۱۹ | آرامش                                | بیکر دیل            |                                          |
| ۲۰۱۹ | ولگرد ساحلی                          | مونداگ              |                                          |
| ۲۰۱۹ | بین دو سرخس: فیلم                    | خودش                | Cameo                                    |
| ۲۰۱۹ | آقایان                               | میکی پیرسون         |                                          |
| ۲۰۲۱ | آواز ۲                               | باستر مون           |                                          |

### تلویزیون
| سال       | عنوان            | نقش | شبکه پخش | توضیحات                                     |
| --------- | ---------------- | --- | -------- | ------------------------------------------- |
| ۲۰۱۵      | پخش زنده شنبه شب | میزبان | ان بی سی | Episode: "Matthew McConaughey/Adele"        |
| ۲۰۱۴      | کارآگاه حقیقی    | راستین کوهل | اچ بی او | Season 1 Also executive producer            |
| ۲۰۱۰–۲۰۱۲ | شرق و پایین      | روی مک دانیل | اچ بی او | 3 episodes                                  |
| ۲۰۰۳      | آزادی: تاریخ ما  | Charles Fenno Hoffman / Alexander H. Stephens / Captain W. W. Wood / Andrew Johnson / John Swinton / Mark Twain | پی بی اس | 6 episodes                                  |
| ۲۰۰۳      | پخش زنده شنبه شب | میزبان | ان بی سی | Episode: "Matthew McConaughey/Dixie Chicks" |
| ۲۰۰۰      | سکس و شهر        | خودش | اچ بی او | Episode: "Escape from New York"             |
| ۱۹۹۹      | پادشاه تپه       | روی تیبودو (صدا)                                                                                                | فاکس     | Episode: "The Wedding of Bobby Hill"        |
| ۱۹۹۲      | رازهای حل نشده   | لری دیکنز | ان بی سی | Episode: #5.12                              |